# اشیر
اَشیر یا آشِر (عبری:א ָשֵׁר) از شخصیت‌های کتاب مقدس و تنخ یهودی است که نامش در کتاب پیدایش ذکر شده‌است. او دومین پسر یعقوب از کنیزش زلفه و بزرگ یکی از طوایف اسرائیل است. بنا به تورات، اشیر چهار پسر و یک دختر داشته‌است، که همگی در کنعان متولد شدند و بعد با او به مصر مهاجرت کردند. پسران اشیر تا زمان خروج در مصر ماندند. بر اساس ادبیات حاخامی، اشیر با ادون از زنان اسماعیلیان ازدواج کرد؛ کتاب یوبیل برخلاف هاگادا نام زن اشیر را لیون ضبط کرده‌است که به معنی فاخته‌است. نام دختر اشیر در تورات، سراخ آمده‌است.